# Hengwiller
Hengwiller è un comune francese di 178 abitanti situato nel dipartimento del Basso Reno nella regione del Grand Est.

## Società

### Evoluzione demografica
Abitanti censiti